# Cargèse
Cargèse är en kommun i departementet Corse-du-Sud på ön Korsika i Frankrike. Kommunen ligger  i kantonen Les Deux-Sevi som tillhör arrondissementet Ajaccio. År 2022 hade Cargèse 1 193 invånare.

## Befolkningsutveckling
Antalet invånare i kommunen Cargèse
Referens:INSEE